# チェルネリツィア城

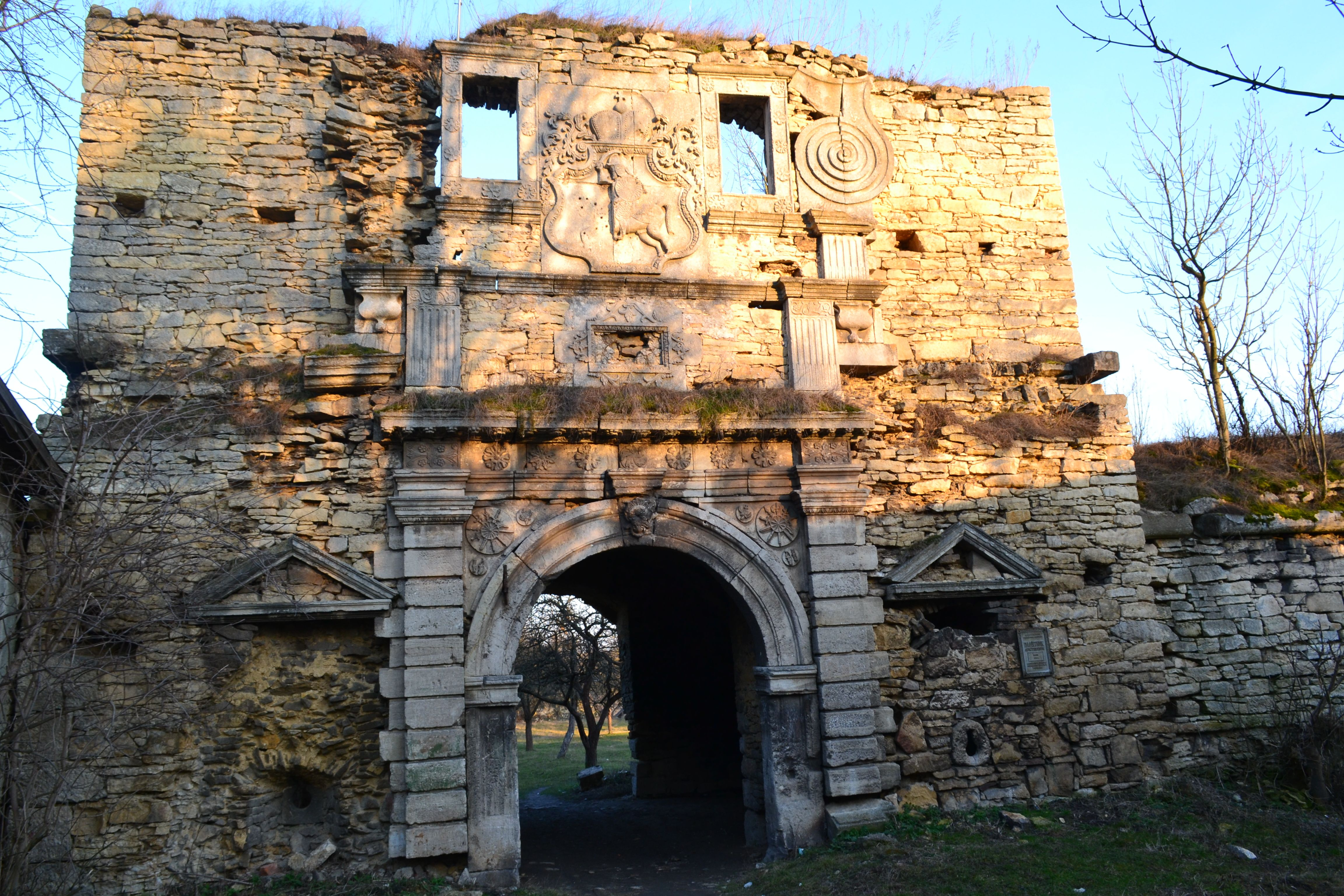
チェルネリツィア城（2014年）

チェルネリツィア城（チェルネリツィアじょう、ウクライナ語: Чернелицький замок ; ポーランド語: Zamek w Czernelicy）は、ポーランド・リトアニア共和国の統治者であるミカエル・ジェジー・チャートリスキ（Michal Jerzy Czartoryski）によって、1659年にウクライナのガリツィア地区チェルネリツィアに建てられた城である。

## 建築様式
稜堡式城郭形式で建てられたこの城は約2ヘクタールの敷地を占有しており、高さが6m、厚さが2.5mある銃器使用のための小窓が備わっている城壁で守られていた。城のそれぞれの角には鋭角になった稜堡が4つ設けられている。正面ファサードはリトアニア大公国の国章であるポゴンで飾られている。ブラツワフ県チャトリスクの王女であるエウロシネ・スタニスラヴィツカヤ（Euphrosyne Stanislavitskaya）（ミハイル・チャートリスキ（Mikhail Czartoryskiy）の2番目の妻）を意味する「E.S.X.C.W.B」の文字に倣い、門の西側にあるファサードは石造りの扉の上方にポーランド紋章であるピラワで飾られている。

## 歴史
1672年、この城はテュルク系民族（タタール系民族、ヴラフ系民族ともいう）による争乱に伴う損害に苦しんだ。1685年から1690年にかけてのポーランド・オスマン戦争の最中では重要な役目を果たした。それはドニエストル川の右岸にあるポーランド・リトアニア共和国の最も大きな東側の城だったことにある。ヤン3世のモルダヴィア十字軍がいた頃、この城は食糧と飼料を保管する変わった場所だった。幾つもの時期を経て、ヤン3世は何度かこの地に立ち寄った。
18世紀から19世紀への変わり目に、この城はツィンスキ家の所有となった。
1892年、その後の城の所有者であるサムエル・モスバーグ（Samuel Mosberg）は城の改装をやりたかった。しかし、コロデンカ・スタロスタッツ（Gorodenka Starostats）の命令により処罰による脅しの下での建築が差し止められた。この城は1939年の東ガリツィア・ヴォルィーニ併合の後に機能を停止した。